# Оркестр Тонхалле
Оркестр Тонхалле (нем. Tonhalle Orchester Zürich) — швейцарский симфонический оркестр, базирующийся в Цюрихе. Основан в 1868 году.
Основу оркестра составил Оркестр Цюрихского музыкального общества, в том или ином виде существовавший с начала XIX века: его подписными концертами руководили Казимир фон Блюменталь (1821—1846) и Франц Абт (1846—1852), в 1850-е годы в качестве приглашённого дирижёра часто выступал Рихард Вагнер. В 1863 году в оркестр был приглашён молодой дирижёр Фридрих Хегар, руководивший его преобразованием в полностью профессиональный коллектив и отдавший ему в общей сложности 43 года работы. Следующие 43 года жизни оркестра прошли под руководством другого швейцарского музыканта, Фолькмара Андреэ. В качестве гостей за пульт оркестра становились Иоганнес Брамс (связанный дружескими отношениями с Хегаром), Рихард Штраус, Пауль Хиндемит; в 1947 году Франц Легар записал с оркестром ряд своих произведений.

## Главные дирижёры
- Фридрих Хегар (1868—1906)
- Фолькмар Андреэ (1906—1949)
- Эрих Шмид (1949—1957)
- Ханс Росбауд (1957—1962)
- Рудольф Кемпе (1965—1972)
- Шарль Дютуа (1967—1971)
- Герд Альбрехт (1975—1980)
- Кристоф Эшенбах (1982—1986)
- Хироси Вакасуги (1987—1991)
- Клаус Петер Флор (1991—1995, постоянный приглашённый дирижёр)
- Дэвид Зинмен (1995—2014)
- Лионель Бренгье (2014—2018)
- Пааво Ярви (с 2019)